# Fiasko (powieść Imre Kertésza)
Fiasko (węg. A kudarc) – powieść wydana w 1988 roku, węgierskiego pisarza Imre Kertésza, laureata Nagrody Nobla w dziedzinie literatury w 2002.

## Fabuła
Fiasko jest kontynuacją powieści z 1975 roku Los utracony, o chłopcu, który w wieku 14 lat trafia do Auschwitz-Birkenau i Buchenwaldu, gdzie po roku przebywania w obozach koncentracyjnych staje się starym człowiekiem. Podobnie jak poprzednia, jest powieścią autobiograficzną, a opisane wydarzenia przydarzyły się samemu Kertészowi. Porównując fakty z biografii pisarza, nietrudno się zorientować, że opisany w powieści Köves to sam autor.
Bohater powieści, Köves to człowiek bez przeszłości, przychodzi znikąd. W jego działaniach trudno dopatrzyć się jakiegoś sensu i celu. Pracuje w redakcji, fabryce, później ląduje w wojsku. Ale jest to tylko w minimalnym stopniu kwestia jego decyzji. Jedyną jego przemyślaną decyzją jest pisanie powieści. Swojego opus magnum. Siedzi w domu i próbuje napisać powieść, zmagając się ze świadomością absurdalności swojej sytuacji. Tło powieści stanowi „gulaszowy komunizm”, czasy rządów Jánosa Kádára, kiedy Węgry starają się zapomnieć o zdławionym powstaniu z 1956 roku stłumione przez zbrojną interwencję Armii Radzieckiej.